# 你好，保加利亚
你好，保加利亚  是保加利亚新电视台早间电视节目，于2000年10月28日开播，首任主持人是米连·茨维特科夫 。2013年9月9日至2017年9月，主持人是安娜·托索洛娃 和维克多·尼古拉耶夫 。从2018年1月15日起，阿德莉娜·拉德娃将坐在维克多旁边，但在2020年5月底，她将与保加利亚新电视台分手并返回保加利亚国家电视台。从2020年6月1日起，罗拉·因德久法成为主播并领导到2021年6月18日。从2021年6月21日起，米罗斯拉娃·伊万诺娃成为主播。